# Minoritenkloster Krumau

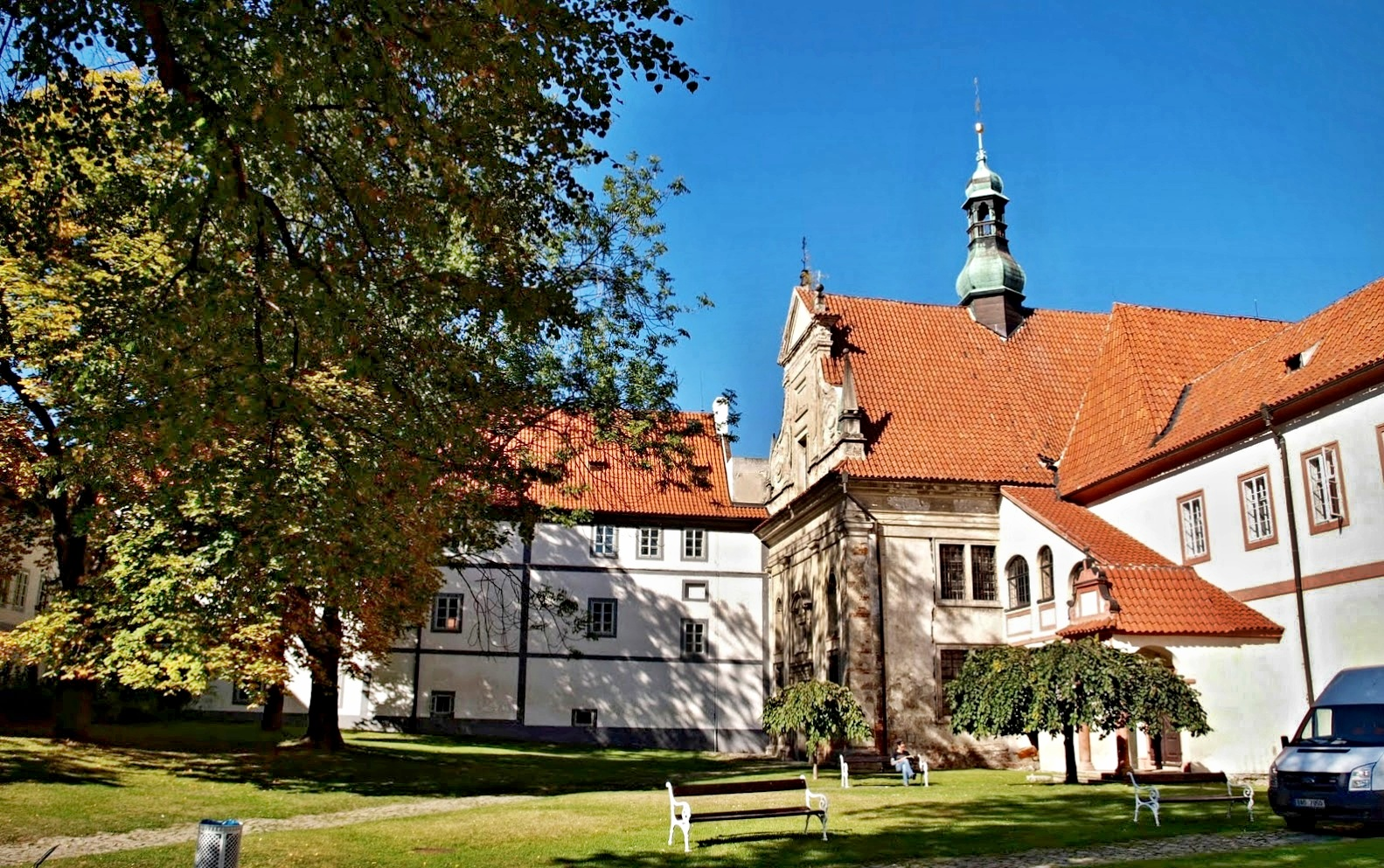
Das Klosterareal

Das Minoriten- und Klarissenkloster Krumau wurde 1350 in Český Krumlov als Doppelkloster gegründet und 1950 aufgelöst. Das Klostergebäude ist seit 1958 ein geschütztes Kulturdenkmal und wird nun als Museum genutzt.

## Geschichte
Das Kloster wurde von Katharina, der Witwe Peters I. von Rosenberg und deren Söhnen Peter, Jost, Johann und Ulrich nach dem Vorbild des Prager Agnesklosters im Jahr 1350 gestiftet. Papst Innozenz VI. genehmigte am 6. April 1358 die Gründung eines Klosters der Franziskaner (Ordo fratrum minorum,  Orden der Minderbrüder oder Minoriten) mit 12 Brüdern und eines Klarissenklosters mit 12 Schwestern. Das Kloster wurde zu Fronleichnam, am 31. Mai 1358, geweiht, und 1359 erfolgte die Weihe der Klosterkirche zu Ehren des Leibes Christi und der Jungfrau Maria durch Bischof Albert. Im Jahr 1361 kamen die ersten drei Klarissen mit Äbtissin Elisabeth aus Opava ins Kloster. Nach der Niederlassung beider Konvente gaben die Rosenberger Brüder am 24. April 1362 die offizielle Gründungsurkunde heraus. 
Nachdem der Franziskanerkonvent um etwa 1560 ausgebrannt war, plante Wilhelm von Rosenberg dessen Auflösung und einen Umbau in eine Brauerei. Auf Bitte der Äbtissin wurde dieser Plan fallengelassen. Wilhelm baute die neue Krumauer Brauerei südwestlich des Klosters in der Moldauschleife und berief 1588 Brüder des Minoritenordens aus Wien nach Krumau. Im Jahr 1609 wurde Julius d’Austria, der seine Geliebte im Jahr zuvor bestialisch ermordet hatte, im Kloster an einer heute unbekannten Stelle bestattet.
Das Klarissenkloster wurde 1782 von Kaiser Joseph II. und das Minoritenkloster nach dem Februarumsturz von 1948 im Jahre 1950 von den kommunistischen Machthabern der Tschechoslowakei aufgelöst. Seit 1995 wird das Areal von der Bruderschaft der Kreuzherren mit dem Roten Stern verwaltet. Im Jahr 2014 wurden umfangreiche Rekonstruierungsarbeiten zur Reaktivierung des desolaten Areals in Angriff genommen. Der renovierte Klosterkomplex wurde am 28. November 2015 eröffnet.

## Gebäude

### Klosterkirche
Die Klosterkirche befindet sich zwischen dem Klarissenkloster im Norden und dem Minoritenkloster im Süden. Vom ersten Kirchenbau sind noch eine gotische Altarmensa mit gebrochenen Arkaden an der Südseite des Triumphbogens (unterhalb des nun barocken Altars) und die breitflächigen figuralen Bemalungen auf der Nonnenempore erhalten, die in die Zeit nach 1400 datiert werden. Größere Umbauten erfolgten im 17. Jahrhundert (1649–1681). Die Kirche wurde verlängert und von Giacomo Antonio de Maggi überwölbt. Die frühbarocke Giebelseite wurde mit einem geschnitzten Tor, zwei Nischen mit Heiligenstatuen und einem hohen Volutengiebel versehen. Johann Christian von Eggenberg (1641–1710) und seine Gattin Marie Ernestine, die auch das barocke Schlosstheater und den Schlossgarten anlegten, ließen den Hauptaltar in den Jahren 1679 bis 1682 errichten und mit Statuen von Johann Worath ausstatten.

### Klarissenkloster
Nach der Säkularisierung im Jahr 1782 wurde das Klarissenkloster in einen Sitz für die Armee und später in Wohnungen für die herrschaftliche Beamte und pensionierte Mitarbeiter umfunktioniert. Von 1864 bis 1939 war eine von Schulschwestern geführte Allgemeinschule für Mädchen darin untergebracht.

### Franziskanerkloster
Im Kreuzgang sind spitzbogige Fenster mit gotischem Maßwerk erhalten. Im zweischiffigen Nordflügel des Kreuzgangs tragen gedrehte Mittelsäulen das Netzgewölbe. Die östlich angebaute Kapelle des heiligen Wolfgang wurde am 16. September 1491 von Benedikt von Waldstein, Bischof von Cammin, geweiht und diente auch als Kapitelsaal. Die Rokokomalereien mit Szenen aus dem Leben des heiligen Wolfgang wurden 1781 von Jan Václav Tschöpper geschaffen. Im Innenhof des Kreuzgangs ließ Marie Ernestine von Eggenberg 1687–1688 die Kapelle der schwarzen Madonna von Maria Einsiedeln erbauen.
Südöstlich des Klosters in Richtung Brauerei befindet sich in weiteres Gebäude, das Anna von Rosenberg (gestorben 1375) errichten ließ und für Konversen und später für Terziarinnen oder auch Beginen bestimmt war.

### Ausstattung
Möglicherweise waren auch die Krumauer Madonna und die Pieta z Všeměřic (Pietà aus Všeměřice/Schömersdorf) für das Doppelkloster bestimmt.